# Giro d’Italia 2024/10. Etappe
Die 10. Etappe des Giro d’Italia 2024 fand am 14. Mai 2024 statt. Sie endete mit der dritten Bergankunft der 107. Austragung des italienischen Etappenrennens. Die Strecke führte von Pompei über 142 Kilometer nach Bocca della Selva und ging auf einer Höhe von 1392 Metern zu Ende. Nach der Etappe hatten die Fahrer insgesamt 1563,6 Kilometer zurückgelegt, was 47,14 % der Gesamtdistanz entspricht. Die Organisatoren der Rundfahrt bewerteten die Schwierigkeit der Etappe mit drei von fünf Sternen.
Den Etappensieg sicherte sich der Franzose Valentin Paret-Peintre (Decathlon AG2R La Mondiale Team), der sich im Schlussanstieg aus der Ausreißergruppe vor Romain Bardet (Team dsm-firmenich PostNL) und Jan Tratnik (Team Visma-Lease a Bike) durchsetzte. Tadej Pogačar (UAE Team Emirates) verteidigte die Maglia Rosa.

## Streckenverlauf
Der neutralisierte Start erfolgte in Pompei auf dem Piazza Bartolo Longo vor der Wallfahrtsbasilika Heiligtum Unserer Lieben Frau vom Rosenkranz. Im Anschluss passierten die Fahrer die Überreste der antiken Stadt Pompeji, ehe das Rennen auf der Via Nolana nach 4600 Metern beim Friedhof von Pompei freigegeben wurde.
Nach dem offiziellen Start führte die Strecke über Poggiomarino, Palma Campania, Nola und Cancello Scalo in Richtung Norden, wobei der Vesuv im Osten umfahren wurde. Nun drehte die Fahrtrichtung gen Osten und über San Felice a Cancello erreichten die Fahrer auf der leicht ansteigenden SS7 den ersten Zwischensprint, der bei Kilometer 52,1 in Arpaia ausgefahren wurde. Von Montesarchio aus nahmen die Fahrer die kurze, nicht-kategorisierte Auffahrt nach Bivio Taburno (591 m) in Angriff, ehe es über Campoli del Monte Taburno nach Cautano ging. Hier begann mit dem Anstieg von Camposauro (810 m) die Auffahrt zur ersten Bergwertung des Tages. Diese wies auf ihrer Länge von 6,1 Kilometern eine durchschnittliche Steigung von 7,8 % auf und wurde nach 82,5 Kilometern erreicht. Auf der Kuppe wurde eine Bergwertung der 2. Kategorie abgenommen, ehe die anschließende Abfahrt nach Solopaca folgte. Kurz darauf begann die Straße erneut anzusteigen und führte über die SP87, wo bei Kilometer 104,8 der zweite Zwischensprint in Guardia Sanframondi erfolgte. Die nächsten 20 Kilometer verliefen nun auf einem Plateau, wobei die Ortschaften von Cerreto Sannita, Civitella Licinio und Cusano Mutri durchfahren wurden. In letzterer wurde 20,6 Kilometer vor dem Ziel der dritte Zwischensprint ausgefahren.
Der Schlussanstieg nach Bocca della Selva war 17,9 Kilometer lang und begann kurz nach Cusano Mutri bei der Ponte T. Tiferno. Nun führte die SP76 auf den ersten sechs Kilometern nach Pietraroja und wies dabei eine durchschnittliche Steigung von rund 6 % auf. Nach einer kurzen Zwischenabfahrt nahmen die Steigungsprozente wieder etwas zu, ehe die Fahrer nach drei Kilometern links auf die SP89 abbogen. Hier flachte die Straße erneut ab und verlief auf einer Länge von zwei Kilometern teils leicht abschüssig. Die letzten 6,5 Kilometer wiesen eine durchschnittliche Steigung von 7,2 % auf, ehe das Ziel auf einer Höhe von 1392 Metern erreicht wurde. Insgesamt stieg der Schlussanstieg, der als Bergwertung der 1. Kategorie klassifiziert worden war, im Schnitt mit 5,6 % an.
|                            | Ort                           | Kilometer | Länge (km) | Höhe (m) | Ø Steigung | max. Steigung |
| -------------------------- | ----------------------------- | --------- | ---------- | -------- | ---------- | ------------- |
| neutralisierter Start      | Pompei (Piazza Bartolo Longo) | −4,6      |            |          |            |               |
| offizieller Start          | Pompei (Via Nolana)           | 0         |            |          |            |               |
| Zwischensprint (S)         | Arpaia                        | 52,1      |            |          |            |               |
| Bergwertung (2. Kategorie) | Camposauro                    | 82,5      | 6,1        | 810      | 7,8 %      | 14 %          |
| Zwischensprint (I)         | Guardia Sanframondi           | 104,8     |            |          |            |               |
| Zwischensprint (S)         | Cusano Mutri                  | 121,4     |            |          |            |               |
| Bergwertung (1. Kategorie) | Bocca della Selva             | 142       | 17,9       | 1392     | 5,6 %      | 14 %          |
| Ziel                       | Bocca della Selva             | 142       |            |          |            |               |

## Rennverlauf
Mit Olav Kooij (Visma-Lease a Bike), Max Kanter (Movistar), Marius Mayrhofer (Tudor) und Ethan Vernon (Israel-Premier Tech) gingen vier Fahrer nicht an den Start der 10. Etappe. Unmittelbar nach dem Start setzten sich mit Quinten Hermans (Alpecin-Deceuninck) und Simon Clarke (Israel-Premier Tech) zwei Fahrer vom Hauptfeld ab. Die beiden fuhren eine kleine Lücke heraus, während es dahinter immer wieder zu Angriffen kam. Nach rund 15 Kilometern schaffte Alessandro De Marchi (Jayco AlUla) den Sprung in die Fluchtgruppe, die im Anschluss ihren Vorsprung weiter ausbauen konnte. Da es im Hauptfeld jedoch immer wieder zu Angriffen kam und sich zwischenzeitlich eine weitere größere Gruppe lösen konnte, betrug der Vorsprung der Ausreißer beim ersten Zwischensprint nur wenige Sekunden, wobei Quinten Hermans das Hinterrad seiner Begleiter nicht halten konnte und zurückfiel. Hinter Alessandro De Marchi und Simon Clarke sicherte sich Kaden Groves (Alpecin-Deceuninck) als Dritter sechs Punkte beim ersten Zwischensprint.
Nach dem Zwischensprint bauten die beiden Spitzenreiter ihren Vorsprung wieder auf rund eine Minute aus, ehe es im Hauptfeld erneut zu zahlreichen Angriffen kam. In der ersten nicht-kategorisierten Steigung setzten sich schlussendlich mehrere Fahrer vom Peloton ab, ehe das UAE Team Emirates auf der anschließenden Abfahrt das Tempo reduzierte. Nach rund 80 Kilometern schloss die größere Ausreißergruppe im Anstieg von Camposauro zu den beiden Spitzenreitern auf. Nun befanden sich 26 Fahrer in der Spitzengruppe, in der folgende Mannschaften (geordnet nach dem bestplatzierten Fahrer in der Gesamtwertung) vertreten waren: Filippo Zana, Alessandro De Marchi (beide Jayco AlUla), Romain Bardet, Chris Hamilton, Kevin Vermaerke (alle dsm-firmenich PostNL), Domenico Pozzovivo, Luca Covili, Filippo Fiorelli (alle VF Group-Bardiani CSF-Faizanè), Juan Pedro López, Andrea Bagioli (beide Lidl-Trek), Esteban Chaves (EF Education-EasyPost), Simon Geschke (Cofidis), Aurélien Paret-Peintre, Valentin Paret-Peintre (beide Decathlon AG2R La Mondiale), Mauri Vansevenant, Julian Alaphilippe (beide Soudal Quick-Step), Maximilian Schachmann (Bora-hansgrohe), Damiano Caruso (Bahrain Victorious), Nicola Conci (Alpecin-Deceuninck), Simone Velasco (Astana Qazaqstan), Jan Tratnik (Visma-Lease a Bike), Will Barta (Movistar), Marco Frigo, Simon Clarke (beide Israel-Premier Tech), Mattia Bais (Polti Kometa), Enzo Paleni (Groupama-FDJ) und Tobias Foss (Ineos Grenadiers). Filippo Zana wies als bestplatzierter Fahrer einen Rückstand von sieben Minuten und zwölf Sekunden auf.
Bei der Bergwertung von Camposauro betrug der Vorsprung der Ausreißergruppe dreieinhalb Minuten, wobei sich Simon Geschke die meisten Punkte sicherte. Der Deutsche schob sich somit wieder auf den zweiten Rang der Sonderwertung. Nach der anschließenden Abfahrt ließ Julian Alaphilippe die Fluchtgruppe ziehen, in der sich nun nur noch 24 Fahrer befanden, da auch Simon Clarke zurückgefallen war. Kurz vor dem zweiten Zwischensprint, dem Intergiro, trat Filippo Fiorelli an und sicherte sich die meisten Punkte. Der Angriff des Italieners zog die Spitzengruppe jedoch in die Länge, was Jan Tratnik nutzte, um sich als Solist abzusetzen. Dahinter formierte sich eine vier Fahrer umfassende Verfolgergruppe in der Romain Bardet, Valentin Paret-Peintre, Marco Frigo und Andrea Bagioli vertreten waren. Die restlichen Fahrer der ehemaligen Spitzengruppe fielen zurück und hatten mit dem Ausgang der Etappe nichts mehr zu tun.
Am Fuße der Schlusssteigung sicherte sich Jan Tratnik drei Bonussekunden in Cusano Mutri und nahm die Auffahrt nach Bocca della Selva mit einem Vorsprung von rund 40 Sekunden in Angriff. Nachdem zunächst Marco Frigo zurückgefallen war, setzten sich Romain Bardet und Valentin Paret-Peintre rund 13 Kilometer vor dem Ziel von Andrea Bagioli ab und versuchten gemeinsam die Lücke zu Jan Tratnik zu schließen, dessen Vorsprung auf eine Minute angewachsen war. Rund drei Kilometer vor dem Ziel distanzierte Valentin Paret-Peintre seinen Landsmann und schloss die verbliebenen 30 Sekunden zu dem führenden Jan Tratnik innerhalb von wenigen Metern. Schlussendlich gewann der Franzose mit einem Vorsprung von 29 Sekunden vor Romain Bardet, der im Finale ebenfalls an Jan Tratnik vorbeigegangen war. In der Gruppe um den Gesamtführenden Tadej Pogačar (UAE Team Emirates) griff Antonio Tiberi (Bahrain Victorious) an, konnte sich jedoch nicht absetzen. Im Zielsprint gingen kleine Lücken zwischen den Gesamtklassement-Fahrern auf, wobei Cian Uijtdebroeks (Visma-Lease a Bike) mit 13 Sekunden am meisten Zeit verlor.
In der Gesamtwertung kam es nur zu geringen Veränderungen, wobei Tadej Pogačar die Maglia Rosa verteidigte und weiterhin zwei Minuten und 40 Sekunden vor Daniel Felipe Martínez (Bora-hansgrohe) und zwei Minuten und 58 Sekunden vor Geraint Thomas (Ineos Greandiers) lag. Hinter dem Gesamtvierten Ben O’Connor (Decathlon AG2R La Mondiale) wies Cian Uijtdebroeks nun einen Rückstand von vier Minuten und 15 Sekunden auf und lag im Kampf um das Weiße Trikot nur noch zwölf Sekunden vor Antonio Tiberi. Romain Bardet rückte in der Gesamtwertung auf den siebten Rang vor und auch Filippo Zana schaffte den neuerlichen Sprung in die Top 10, aus denen Thymen Arensman (Ineos Grenadiers) und Jan Hirt (Soudal Quick-Step) verdrängt wurden. Die Bergwertung führte Tadej Pogačar weiterhin souverän an, wobei sein Vorsprung auf den Gesamtzweiten Simon Geschke 46 Punkte betrug. Jonathan Milan (Lidl-Trek) erreichte das Ziel im vorgegebenen Zeitlimit und behielt so die Führung in der Punktewertung, die er weiterhin vor Kaden Groves anführte. In der Mannschaftswertung baute das französische Decathlon AG2R La Mondiale Team seine Führung auf mehr als sieben Minuten aus. Alle 158 gestarteten Fahrer erreichten das Ziel.

## Ergebnis
| \| Etappenergebnis \| Etappenergebnis \| Etappenergebnis \| Etappenergebnis \| Etappenergebnis \| \| Fahrer \| Fahrer \| Land \| Team \| Zeit \| \| --------------- \| ---------------------- \| --------------- \| ----------------------------- \| --------------- \| \| 1. \| Valentin Paret-Peintre \| Frankreich \| Decathlon-AG2R La Mondiale \| 3 h 43 min 50 s \| \| 2. \| Romain Bardet \| Frankreich \| Team dsm-firmenich PostNL \| + 30 s \| \| 3. \| Jan Tratnik \| Slowenien \| Team Visma \\| Lease a Bike \| + 1 min 00 s \| \| 4. \| Andrea Bagioli \| Italien \| Lidl-Trek \| + 1 min 17 s \| \| 5. \| Aurélien Paret-Peintre \| Frankreich \| Decathlon-AG2R La Mondiale \| + 1 min 24 s \| \| 6. \| Simon Geschke \| Deutschland \| Cofidis \| + 1 min 24 s \| \| 7. \| Filippo Zana \| Italien \| Team Jayco AlUla \| + 1 min 24 s \| \| 8. \| Domenico Pozzovivo \| Italien \| VF Group-Bardiani CSF-Faizanè \| + 1 min 24 s \| \| 9. \| Nicola Conci \| Italien \| Alpecin-Deceuninck \| + 1 min 41 s \| \| 10. \| Esteban Chaves \| Kolumbien \| EF Education-EasyPost \| + 1 min 56 s \| |                        |             |                               |                 |
| |                        |             |                               |                 |
| Quellen: ProCyclingStats Cycling Quotient |                        |             |                               |                 |
| Etappenergebnis |                        |             |                               |                 |
| Fahrer | Fahrer                 | Land        | Team                          | Zeit            |
| 1. | Valentin Paret-Peintre | Frankreich  | Decathlon-AG2R La Mondiale    | 3 h 43 min 50 s |
| 2. | Romain Bardet          | Frankreich  | Team dsm-firmenich PostNL     | + 30 s          |
| 3. | Jan Tratnik            | Slowenien   | Team Visma \| Lease a Bike    | + 1 min 00 s    |
| 4. | Andrea Bagioli         | Italien     | Lidl-Trek                     | + 1 min 17 s    |
| 5. | Aurélien Paret-Peintre | Frankreich  | Decathlon-AG2R La Mondiale    | + 1 min 24 s    |
| 6. | Simon Geschke          | Deutschland | Cofidis                       | + 1 min 24 s    |
| 7. | Filippo Zana           | Italien     | Team Jayco AlUla              | + 1 min 24 s    |
| 8. | Domenico Pozzovivo     | Italien     | VF Group-Bardiani CSF-Faizanè | + 1 min 24 s    |
| 9. | Nicola Conci           | Italien     | Alpecin-Deceuninck            | + 1 min 41 s    |
| 10. | Esteban Chaves         | Kolumbien   | EF Education-EasyPost         | + 1 min 56 s    |

## Gesamtstände
| \| Gesamtwertung \| Gesamtwertung \| Gesamtwertung \| Gesamtwertung \| Gesamtwertung \| \| Fahrer \| Fahrer \| Land \| Team \| Zeit \| \| ------------- \| ---------------------- \| ---------------------- \| -------------------------- \| ---------------- \| \| 1. \| Tadej Pogačar \| Slowenien \| UAE Team Emirates \| 36 h 46 min 08 s \| \| 2. \| Daniel Felipe Martínez \| Kolumbien \| Bora-Hansgrohe \| + 2 min 40 s \| \| 3. \| Geraint Thomas \| Vereinigtes Königreich \| Ineos Grenadiers \| + 2 min 58 s \| \| 4. \| Ben O’Connor \| Australien \| Decathlon-AG2R La Mondiale \| + 3 min 39 s \| \| 5. \| Cian Uijtdebroeks \| Belgien \| Team Visma \\| Lease a Bike \| + 4 min 15 s \| \| 6. \| Antonio Tiberi \| Italien \| Bahrain Victorious \| + 4 min 27 s \| \| 7. \| Romain Bardet \| Frankreich \| Team dsm-firmenich PostNL \| + 4 min 57 s \| \| 8. \| Lorenzo Fortunato \| Italien \| Astana Qazaqstan Team \| + 5 min 19 s \| \| 9. \| Filippo Zana \| Italien \| Team Jayco AlUla \| + 5 min 23 s \| \| 10. \| Einer Rubio \| Kolumbien \| Movistar Team \| + 5 min 28 s \| |                        |                        |                            |                  |
| |                        |                        |                            |                  |
| Quellen: ProCyclingStats Cycling Quotient |                        |                        |                            |                  |
| Gesamtwertung |                        |                        |                            |                  |
| Fahrer | Fahrer                 | Land                   | Team                       | Zeit             |
| 1. | Tadej Pogačar          | Slowenien              | UAE Team Emirates          | 36 h 46 min 08 s |
| 2. | Daniel Felipe Martínez | Kolumbien              | Bora-Hansgrohe             | + 2 min 40 s     |
| 3. | Geraint Thomas         | Vereinigtes Königreich | Ineos Grenadiers           | + 2 min 58 s     |
| 4. | Ben O’Connor           | Australien             | Decathlon-AG2R La Mondiale | + 3 min 39 s     |
| 5. | Cian Uijtdebroeks      | Belgien                | Team Visma \| Lease a Bike | + 4 min 15 s     |
| 6. | Antonio Tiberi         | Italien                | Bahrain Victorious         | + 4 min 27 s     |
| 7. | Romain Bardet          | Frankreich             | Team dsm-firmenich PostNL  | + 4 min 57 s     |
| 8. | Lorenzo Fortunato      | Italien                | Astana Qazaqstan Team      | + 5 min 19 s     |
| 9. | Filippo Zana           | Italien                | Team Jayco AlUla           | + 5 min 23 s     |
| 10. | Einer Rubio            | Kolumbien              | Movistar Team              | + 5 min 28 s     |

| Punktewertung | Punktewertung    | Punktewertung | Punktewertung                 | Punktewertung |
| Fahrer        | Fahrer           | Land          | Team                          | Punkte        |
| ------------- | ---------------- | ------------- | ----------------------------- | ------------- |
| 1.            | Jonathan Milan   | Italien       | Lidl-Trek                     | 174 P.        |
| 2.            | Kaden Groves     | Australien    | Alpecin-Deceuninck            | 122 P.        |
| 3.            | Tim Merlier      | Belgien       | Soudal Quick-Step             | 100 P.        |
| 4.            | Filippo Fiorelli | Italien       | VF Group-Bardiani CSF-Faizanè | 71 P.         |
| 5.            | Andrea Pietrobon | Italien       | Team Polti Kometa             | 68 P.         |
| 6.            | Tadej Pogačar    | Slowenien     | UAE Team Emirates             | 57 P.         |
| 7.            | Benjamin Thomas  | Frankreich    | Cofidis                       | 56 P.         |
| 8.            | Jhonatan Narváez | Ecuador       | Ineos Grenadiers              | 45 P.         |
| 9.            | Michael Valgren  | Dänemark      | EF Education-EasyPost         | 40 P.         |
| 10.           | Phil Bauhaus     | Deutschland   | Bahrain Victorious            | 37 P.         |

| Bergwertung | Bergwertung            | Bergwertung            | Bergwertung                   | Bergwertung |
| Fahrer      | Fahrer                 | Land                   | Team                          | Punkte      |
| ----------- | ---------------------- | ---------------------- | ----------------------------- | ----------- |
| 1.          | Tadej Pogačar          | Slowenien              | UAE Team Emirates             | 104 P.      |
| 2.          | Simon Geschke          | Deutschland            | Cofidis                       | 58 P.       |
| 3.          | Valentin Paret-Peintre | Frankreich             | Decathlon-AG2R La Mondiale    | 55 P.       |
| 4.          | Daniel Felipe Martínez | Kolumbien              | Bora-Hansgrohe                | 52 P.       |
| 5.          | Lilian Calmejane       | Frankreich             | Intermarché-Wanty             | 32 P.       |
| 6.          | Romain Bardet          | Frankreich             | Team dsm-firmenich PostNL     | 32 P.       |
| 7.          | Geraint Thomas         | Vereinigtes Königreich | Ineos Grenadiers              | 22 P.       |
| 8.          | Andrea Piccolo         | Italien                | EF Education-EasyPost         | 18 P.       |
| 9.          | Filippo Fiorelli       | Italien                | VF Group-Bardiani CSF-Faizanè | 18 P.       |
| 10.         | Ben O’Connor           | Australien             | Decathlon-AG2R La Mondiale    | 17 P.       |

| Nachwuchswertung | Nachwuchswertung       | Nachwuchswertung | Nachwuchswertung           | Nachwuchswertung |
| Fahrer           | Fahrer                 | Land             | Team                       | Zeit             |
| ---------------- | ---------------------- | ---------------- | -------------------------- | ---------------- |
| 1.               | Cian Uijtdebroeks      | Belgien          | Team Visma \| Lease a Bike | 36 h 50 min 23 s |
| 2.               | Antonio Tiberi         | Italien          | Bahrain Victorious         | + 12 s           |
| 3.               | Filippo Zana           | Italien          | Team Jayco AlUla           | + 1 min 08 s     |
| 4.               | Thymen Arensman        | Niederlande      | Ineos Grenadiers           | + 1 min 37 s     |
| 5.               | Alex Baudin            | Frankreich       | Decathlon-AG2R La Mondiale | + 2 min 23 s     |
| 6.               | Davide Piganzoli       | Italien          | Team Polti Kometa          | + 7 min 15 s     |
| 7.               | Giovanni Aleotti       | Italien          | Bora-Hansgrohe             | + 10 min 00 s    |
| 8.               | Valentin Paret-Peintre | Frankreich       | Decathlon-AG2R La Mondiale | + 18 min 33 s    |
| 9.               | Mauri Vansevenant      | Belgien          | Soudal Quick-Step          | + 23 min 40 s    |
| 10.              | Edoardo Zambanini      | Italien          | Bahrain Victorious         | + 35 min 19 s    |

| Mannschaftswertung | Mannschaftswertung            | Mannschaftswertung           | Mannschaftswertung |
| Team               | Team                          | Land                         | Zeit               |
| ------------------ | ----------------------------- | ---------------------------- | ------------------ |
| 1.                 | Decathlon-AG2R La Mondiale    | Frankreich                   | 110 h 32 min 27 s  |
| 2.                 | Ineos Grenadiers              | Vereinigtes Königreich       | + 7 min 07 s       |
| 3.                 | Bora-Hansgrohe                | Deutschland                  | + 20 min 31 s      |
| 4.                 | UAE Team Emirates             | Vereinigte Arabische Emirate | + 27 min 10 s      |
| 5.                 | Astana Qazaqstan Team         | Kasachstan                   | + 29 min 26 s      |
| 6.                 | VF Group-Bardiani CSF-Faizané | Italien                      | + 33 min 47 s      |
| 7.                 | Team Visma \| Lease a Bike    | Niederlande                  | + 42 min 15 s      |
| 8.                 | Bahrain Victorious            | Bahrain                      | + 46 min 07 s      |
| 9.                 | EF Education-EasyPost         | Vereinigte Staaten           | + 47 min 02 s      |
| 10.                | Movistar Team                 | Spanien                      | + 48 min 02 s      |

## Ausgeschiedene Fahrer
- Marius Mayrhofer (Tudor Pro Cycling Team): nahm die Etappe wegen Magen-Darmproblemen nicht in Angriff
- Max Kanter (Astana Qazaqstan Team): nahm die Etappe wegen eines Grippalen Infekts nicht in Angriff
- Olav Kooij (Team Visma-Lease a Bike): nahm die Etappe wegen eines Grippalen Infekts nicht in Angriff
- Ethan Vernon (Israel-Premier Tech): nahm die Etappe krankheitsbedingt nicht in Angriff[4]